# El Serrat (Riner)
El Serrat és una serra situada al municipi de Riner (Solsonès), amb una elevació màxima de 787 metres. Està situada a l'oest de la masia del Soler de Sant Jaume